# Озаско
Озаско (італ. Osasco, п'єм. Osasch) — муніципалітет в Італії, у регіоні П'ємонт,  метрополійне місто Турин.
Озаско розташоване на відстані близько 530 км на північний захід від Рима, 37 км на південний захід від Турина.
Населення — 1137 осіб (2014).
Щорічний фестиваль відбувається 13 вересня. 

## Демографія
Населення за роками:

Станом на 1 січня 2023 року в муніципалітеті офіційно проживало 20 іноземців з 8 країн, серед них 11 громадян країн Євросоюзу.

## Сусідні муніципалітети
- Брикеразіо
- Гарцильяна
- Пінероло
- Сан-Секондо-ді-Пінероло

## Міста-побратими
- Озаску, Бразилія